# Sándor Petőfi
Sándor Petőfi (po rojstvu Sándor Petrovics), madžarski pesnik, * 1. januar 1823, Kiskőrös, kraljevina Ogrska, Avstrijsko cesarstvo, † 31. julij 1849, Albești (domnevno).
Je ena izmed najbolj znanih in najpomembnejših oseb madžarskega pesništva, ki je za seboj pustil bogato peniško izročilo in se je njegova poezija hitro razširila v različne jezike po vsem svetu.

## Življenje
Sándor Petőfi je bil rojen leta 1823 v Kiskőrösu, kjer so bili prebivalci v začetku 19. stoletja večinoma Slovaki. Njegov oče, István Petrovics (po rodu Slovak), je delal kot mesar, njegova mama, Mária Hrúz, pa je bila pomočnica v gospodinjstvu. Petőfi je obiskoval različne šole po različnih krajih na Madžarskem (npr. Kecskemét, Sárszentlőrinc, Pešta, Aszód, Selmecbánya), vendar je kasneje opustil šolanje in se pridružil Narodnemu gledališču kot statist. Kasneje je šel v vojsko, vendar so ga zaradi slabega zdravja kmalu odpustili. Spet je začel delati v gledališču, tokrat se je pridružil potujoči gledališki skupini in je z njo prepotoval južno Zadonavje (Dunántúl). Za eno leto se je vrnil v šolo v Pápi (tam se je spoznal z znanim madžarskim pisateljem Mórom Jókaijem), nato pa se je znova pridružil potujoči gledališki skupini. Šele po šestih letih stalnih potovanj (leta 1844) je za leto dni ostal v Budimpešti, kjer je postal pomočnik urednika pri časopisu Pesti Divatlap. Od takrat naprej je redko zapuščal prestolnico. Občasno je potoval po Felvidéku, v Zatisje in Transilvanijo, kjer je spoznal Julijo Szendrey (leta 1846), s katero se je eno leto kasneje poročil.
Leta 1848 se je vključil v marčevske dogodke kot vodja revolucionarnih skupin, nato pa se je prostovoljno pridružil vojakom in sodeloval v bitkah za osvoboditev Madžarske v enotah, ki jih je vodil slavni general József Bem. V spopadu z rusko vojsko je padel v bitki pri Segesváru 31. julija 1849. Minilo je veliko časa, preden je ljudstvo sprejelo dejstvo, da je njihov pesnik umrl. Pojavila se je legenda, da so ga Rusi odpeljali v pregnanstvo v Sibirijo in se je nekaj let kasneje razširila govorica, da še živi.

## Delo

### Začetki
V začetnih Petőfijevih pesmih lahko opazimo vplive vzornikov (kot sta Ferenc Kölcsey in Mihály Vörösmarty), ki so večinoma spadali v starejšo generacijo romantikov na Madžarskem, a je Petőfi kmalu začel slediti lastni poti. V njegovih prvih verzih so prepoznavne žanrske podobe, ki jih piše naravno, brez prisile. Ni sledil privzdvignjenemu, elegantnemu slogu, ki ga je Ferenc Kazinczy, organizator in voditelj književne prenove v začetku 19. stoletja, zahteval od vsakega pesnika. Petőfijeve pesmi so vedno ostale preproste, jezik je bil vsakdanji. Pisal je, kot da je tudi on sam del ljudstva, eden izmed mnogih glasov, ki skušajo oblikovati in ohranjati ljudsko pesem. V tem oziru je bil približno pol stoletja pred svojim obdobjem, saj je nagovarjal ljudstvo na način, kot ga prej še ni nihče. Znal je vzpostaviti stik z najbolj preprostimi ljudmi, bil jim je popolnoma razumljiv, ne da bi pri tem izgubil svojo pesniško višino.
Komaj dve leti po tem, ko se je prvič pojavil v javnosti s svojimi verzi, so bile njegove pesmi objavljene tudi v knjižni obliki (Pesmi – Versek, 1844). Že na začetku svoje pesniške poti je bil deležen bleščečih kritik, kakršnih prej še ni doživel noben pesnik, čeprav je bila pot do njegove prve knjige precej trnova, saj so bili založniki precej zadržani glede njene izdaje. Potrebno je bilo posredovanje Vörösmartyja (takrat vodilnega madžarskega pesnika) preko društva Nemzeti Kör, da bi rešili finančne težave in tako omogočili izid prve zbirke mladega pesnika. Navdušenje po izidu knjige je bilo izjemno, ljudje so si prizadevali pridobiti njegove slike, pisati pesmi o njem ipd. So se pa počasi začeli pojavljati prvi negativni pamfleti, nekateri so ga označevali za »divjega« talenta, zato so že začeli zavračati objavljanje njegovih del. Ostal je brez službe, a se je povezal z mladimi, ki so še vedno verjeli v njegovo pesniško moč, in je nadaljeval svojo pot.
Z minevanjem časa so se počasi poleg revščine in drugih težav pojavila nova spoznanja o družbenih razmerah, ki so se dramatično spreminjale na škodo ljudstva. Hkrati je rasla odločenost, da mora pesnik s plamenico svoje poezije kazati narodu pot k boljšim časom, zato so njegova nova pesniška sporočila postajala vse bolj disonančna in ostrejša. Vsebinsko so izražala pesnikovo nezadovoljstvo z okoljem, saj je čutil, da pravičnost ni enako dostopna vsem. Njegovi ideali so se razblinili ob trdi in nepravični resničnosti (npr. pesniški cikel Oblaki (Felhők, 1847)).
V skladu z močno povezanostjo z njegovo rodno deželo ter njenimi naravnimi lepotami in življenjem v njej so se začele pojavljati iskrene izpovedi navdušenja nad neskončno ravnino, ki jo je pesnik smatral za svoj pravi dom. Nastajale so pesmi, ki so izražale presežek življenjske sile in so s svojimi umetniškimi podobami utemeljevale pesnikov lirični realizem. Med najlepšimi izstopajo pesmi kot npr. Ravnina (Az alföld, 1844), Pusta pozimi (A puszta, télen, 1848), Tisa (Tisza, 1847) ipd. V ta nizki svet je pesnik postavil svoj kmečki ep Vitez Janoš (János vitéz, 1844), razgibano pripoved o podvigih preprostega kmečkega fanta, ki pobegne od doma in se spopada s sovražnimi silami tako v resničnem kot v pravljičnem svetu. Pesnitev je izjemno bogata z lepimi pripovednimi podobami in drugimi pesniškimi mojstrovinami, s katerimi so ustvarjeni živi ljudski liki, prikazani so njihovi značaji, razpoloženja in tudi pokrajina v vsej svoji raznoliki lepoti. Ta epska pesnitev velja za najbolj verodostojen prikaz ljudskega razmišljanja in čustvovanja.

### Ljubezen
Leta 1844 se je Petőfi spoznal z Etelko Csapó, ki je že pri petnajstih letih nenadoma umrla. Vprašanje je, ali je bil pesnik res zaljubljen v Etelko in kako iskrena so bila njegova čustva. Prevladuje mnenje, da so bila njegova čustva iskrena, vendar to ni bila ljubezen, temveč hrepenenje po ljubezni. Njegov odnos do Etelke ni temeljil na trdnih podlagah, ona je bila prvo dekle, s katerim je pesnik lahko bil povsem iskren, pred njo je lahko izrazil vse, kar doslej ni povedal nobenemu drugemu dekletu. Pesmi, ki jih je pesnik posvetil Etelki, so zbrane v pesniškem ciklu Cipresni listi z groba Etelke (Cipruslombok Etelke sírjáról, 1845).
Leto 1845 je prineslo srečanje med Petőfijem in Berto Mednyánszky, ki mu jo je predstavil njegov prijatelj, reformatorski duhovnik Ferenc Erdélyi. Pesmi, ki jih je pesnik posvetil Berti v pesniškem ciklu Dragulji ljubezni (Szerelem gyöngyei, 1845), odzvanjajo z enakimi čustvi, čeprav so izražene v drugačnem tonu kot tiste, ki jih je namenil Etelki. Te pesmi izražajo ljubezensko hrepenenje, ki je bilo še bolj kompleksno kot je sama ljubezen.
Čeprav so bili že njegovi zgodnji pesniški začetki prežeti z ljubezenskimi izpovedmi, je ta tematika dosegla svoj vrhunec v Julijini (Júlia Szendrey) dobi (od leta 1846). Na začetku so bili njegovi stihi, posvečeni njej, precej nežni, blizu stereotipnosti (npr. Grm se je zganil (Reszket a bokor, mert …, 1846). Vendar pa so se te izpovedi kasneje, ko je bila Julija že njegova žena (po letu 1847), razvile, izbruhnile in se neprestano ponovno izlile v vedno nove in bolj izpopolnjene ljubezenske izjave. Vsaka pesem razkriva nove podobe, vznemirja nova čustva in odpira nove vidike sreče, ki izhajajo iz globoke ljubezni. Številne pesmi so bile namenjene Juliji, npr.: Plavajo oblaki (Száll a felhő …, 1846); Nekoč in zdaj (Egykor és most!, 1847); Ljubim te draga (Szeretlek, kedvesem!, 1848); Juliji (Júliához, 1846); Kako naj te kličem? (Minek nevezzelek, 1848) itd. Med mnogimi pesmi Petőfijeve ljubezenske lirike izstopa elegija Ob koncu septembra (Szeptember végén, 1847), ki jo je pesnik ustvaril kmalu po njuni poroki. V tej pesmi se pojavi misel o neizogibnem izginjanju vsega, vključno z njuno »nesmrtno« ljubeznijo. V ozadju te misli je tudi slutnja zgodnje smrti in s tem povezan strah, da bi bila ta ljubezen z Julijo v onostranstvu prekinjena, če bi se Julija ponovno zaljubila v drugega moškega, kar bi prizadelo pesnikovo občutljivo srce.

### Svoboda in vojna
Na višjem nivoju pesnikovega življenja in sveta obstaja nekaj, kar je še višje od ljubezni, in sicer svoboda. Zanj se svoboda in domovina prepletata v nedeljivo celoto, vendar pa bo domovina resnično svobodna le, če bo ljudstvo, ki trpi po krivici, osvobojeno. V tej situaciji se je pesnik popolnoma zavedal, da je njegova odgovornost pokazati ljudstvu pot k neodvisnosti. Svoboda se pojavi v veliko Petőfijevih pesmi, kot npr.: Patriotična pesem (Honfidal, 1844); Palača in koča (Palota és kunyhó, 1847); Madžar sem (Magyar vagyok, 1847); V imenu ljudstva (A nép nevében, 1847); Proti kraljem (A királyok ellen, 1844); Pesniki XIX. stoletja (XIX. századi költők, 1847); Razrušena krčma (A csárda romjai, 1845); Le ena misel me skrbi (Egy gondolat bánt engemet, 1846) itd.
Petőfijeva življenjska načela, politična stališča ter spoznanje o nujnosti osamosvojitve in uresničitve enakosti pravic za vse državljane niso bila zgolj pesniška inspiracija. V času marčnih dogodkov je dejansko stopil med množice, ki so protestirale v Pešti. Zavedal se je, da je napočil čas, ko je treba dvigniti bojni prapor (Narodna pesem – Nemzeti dal, 1848). Ni bil zadovoljen zgolj z izjavami in praznimi obljubami avstrijske vlade, prav tako pa ni podpiral Kossuthove politike, ki se je bala gibanja najnižjih družbenih slojev. Petőfi se je zavedal, da bi le osvoboditev teh slojev lahko prinesla prelom s starim režimom. Poleg programskih in akcijskih pesmi, s katerimi se je odzival na marčne dogodke, je v tem času globlje razmišljal o revoluciji, njenem razvoju in družebni vlogi. To je izrazil v modernem epu z naslovom Apostol (Az apostol, 1848), kjer glavni lik Silvester predstavlja zavednega revolucionarja. Silvester ni le junak, ki je ukoreninjen v madžarski patriotizem in domače družbene razmere, ampak njegova miselnost izvira iz širše fronte človeških prizadevanj za bolj pravičnejši svet in življenje v bolj sprejemljivih socialnih razmerah.
Postajalo je vse bolj očitno, da vsakršen dogovor s starim režimom pomeni konec obetavnega ljudskega gibanja. Ideje o enakosti in svobodi niso bile uresničene. Dogodki na političnem področju so vse bolj potrjevali, da bi radikalna stališča Petőfija proti sovražnikom narodne svobode lahko bile edina prava rešitev. Končno se je narodna skupščina prebudila in mobilizirala vojsko, da bi zaustavila sovražnika. Na Dunaju so se odločili za odločen odgovor, vključno z uporabo orožja. Madžari so se organizirali v obrambo svoje domovine in kmalu je izbruhnil boj. Majhna skupina madžarskih vojakov se je soočila z bistveno številčnejšimi enotami ruskega carja, ki jih je avstrijski monarh poklical na pomoč. V krvavi bitki pri Segesváru so Madžari doživeli poraz, pri čemer je na bojnem polju padel tudi Petőfi.
Poleg pesmi je Petőfi napisal tudi roman Krvnikova vrv (A hóhér kötele, 1846) in dramo (Tigris és hiéna, 1847).

## Prevodi Petőfijevih del v slovenščino
Slovenci imajo v knjižni izdaji Petőfijev roman Krvnikova vrv (A hóhér kötele) in epsko pesnitev Apostol (Az apostol), ki jo je ob 150-letnici pesnikovega rojstva prepesnil Jože Hradil. Nekateri slovenski periodični listi (Brus, Zrnje, Slovenska gospodinja) so prinesli precej prevodov Petőfijevih pesmi, pri čemer je bil prevajalec Alojzij Benkovič. V predvojnem Mladem Prekmurcu (1938) je bilo objavljenih nekaj prevodov, med njimi Kardoševa prepesnitev tiste znane, kasneje še večkrat prevajane pesmi Le ena misel me skrbi (Egy gondolat bánt engemet), ki je zelo zvesta avtorjevemu izvirniku, enako kot kasnejši Udovičev prevod, objavljen po vojni v Obzorniku (1948).
Mladinska revija in Slovenski poročevalec sta prinesla nekaj prevodov pesmi Petőfija, ki jih je napravil Alojz Gradnik. Gradnik je prevedel skoraj 127 Petőfijevih pesmi, vendar ne po izvirnem besedilu. Nekaj teh prevodov je dostopnih v zborniku Košičevega sklada. Poleg Gradnika je nekaj prevodov opravil tudi Branko Rudolf, ki je nekatere objavil že med vojno v madžarskem listu Dunántúli szemle (1943), ter po vojni v Tovarišu. Prav tako je Alenka Glazer objavila Petőfijevo pesem, napisano v Mariboru, v Ljudskem koledarju: Na Dravi (A Dráván, 1840). Najobsežnejši in najkakovostnejši izbor Petőfijeve lirike je bil Slovencem na voljo v prevodu Illyésevega romana z naslovom Petöfi, za katerega so prevode pesmi prispevali Viktor Konjar, Kajetan Kovič, Peter Levec in Jože Šmit, prevod celotnega romana pa je opravil Štefan Šerko. Ob 150-letnici pesnikove smrti so Slovenci prvič dobili obsežen izbor njegove poezije. Knjigo z naslovom Pesmi s prevodom Kajetana Koviča in Jožeta Hradila je nedavno izdala Založba Obzorja.

## France Prešeren in Sándor Petőfi
Preučevanje povezav med slovensko in madžarsko literaturo je precej zapostavljeno področje v primerjalni književnosti v Sloveniji. Lahko trdimo, da so razlogi za to povsem razumljivi, saj sta se slovenska literatura in literarna veda vedno osredotočali bolj na zahodni literarni in znanstveni krog. Madžarska književnost in kultura v preteklosti nista nikoli zbudili posebnega in poglobljenega zanimanja med Slovenci. Kljub temu je v zadnjih desetletjih madžarska komparativistika na tem področju pokazala nekaj opaznih dosežkov, da bi s tem poudarila željo povezovanja s sosednjimi narodi.
V preteklih letih so nastale različne primerjalne študije o podobnostih (in razlikah) pesmi dveh pomembnih predstavnikov romantike, Slovenca Franceta Prešerna in Madžara Sándora Petőfija, saj se kljub temu, da sta pripadala različnima narodoma, pojavi nekaj podobnosti tako v njunih pesmih kot v njunem življenju. Jože Pogačnik se je v svoji primerjalni študiji (1998) ukvarjal s tipološkimi sorodnostmi in razlikami dveh njunih konkretnih pesmi (France Prešeren: Slovo od mladosti (1847) in Sándor Petőfi: Tu sem sredi poletja moške dobe (Itt benn vagyok a férfikor nyarában, 1848)), in je ugotovil, da je v obeh pesmih predstavljen motiv poslavljanja od mladosti. Podobno je István Lukács (2017) analiziral pesem Od železne ceste (1845) Franceta Prešerna in pesem Na vlaku (Vasúton, 1847) Sándora Petőfija, in je na podlagi analize ugotovil, da oba v svojih pesniških delih z zelo podobnim naslovom obravnavata vlak, najsodobnejši dosežek človeške družbe. Zaključek obeh pesmi je, da vsak na svoj način in skozi lastno pot prispeta do zelo podobne ideje. Pri Prešernu po raziskovanju vprašanja samolastne svobode in naštevanju različnih možnosti na koncu pride do ustavitve pri domači ljubici, pri Petőfiju pa se po tekmovalnem in futurističnem potovanju vlaka razvije boj za splošno svobodo. V obeh primerih gre za pomembni načeli romantične koncepcije, ki sta med seboj tesno povezani: ljubezen in svoboda.